# Nihon Sandai Jitsuroku
Nihon Sandai Jitsuroku (日本三代実録, "A Verdadeira História dos Três Reinos do Japão") é uma obra sobre a história do Japão. É uma das Seis Histórias Nacionais.
Particularmente famosa é uma descrição de Ariwara no Narihira.